# Vietnamská invaze do Kambodže
Vietnamská invaze do Kambodže byl vojenský vpád Vietnamu na přelomu roku 1978 a 1979 do Kambodže. Vietnam svrhl vládu Rudých Khmerů v Kambodži a nastolil zde podstatně liberálnější provietnamskou vládu, podporovanou vietnamskými vojsky v zemi. Vietnamská vojenská přítomnost v Kambodži trvala až do roku 1989.

## Rámec událostí

Indočína 1979: vietnamské ofenzivy v Kambodži a ústup Rudých Khmerů

Po skončení americko-vietnamské války se vzájemné kambodžsko-vietnamské vztahy prudce zhoršily. Vůdci Rudých Khmerů vytýkali vietnamským komunistům nedostatek podpory v 60. letech 20. století a podpis pařížských dohod vnímali jako zradu. Existovalo zde i tradiční nepřátelství. Rostoucí napětí bylo umocněno geopolitickým soupeřením ČLR a SSSR. Kambodža byla satelitem ČLR a Vietnam SSSR.
Rostl počet ozbrojených incidentů na vzájemných hranicích. V květnu 1975 zaútočily kambodžské jednotky na vietnamské ostrovy Phu Quoc a Thu Chu a pronikly do vietnamského pohraničí. Vietnam v odpověď obsadil kambodžský ostrov Poulo Wai. Rudí Khmerové prováděli čistky provietnamských elementů ve vlastních řadách. Následoval exodus etnických Vietnamců a provietnamských Khmerů.
Následovalo dočasné zlepšení vzájemných vztahů. Byla založena komise, která měla dohlížet na řešení nesrovnalostí na hranicích, bylo navázáno letecké spojení mezi Phnompenhem a Hanojí.
V roce 1977 se do čela Kambodže znovu dostal Pol Pot a vzájemné pohraniční střety opět nabyly na síle. V září 1977 na vietnamské území vpadly čtyři divize kambodžské armády a tisíce vietnamských civilistů byly zabity. Vietnam vyslal do oblasti přibližně 20 000 vojáků a následně dalších 58 000. Tyto jednotky za podpory tanků a dělostřelectva pronikly až k okrajům kambodžských měst Svay Rieng a Kompong Cham. Poté se vietnamské jednotky z Kambodže stáhly. Rudí Khmerové toto stažení interpretovali jako své vítězství a odmítli vietnamský návrh na diplomatická jednání. Následovaly další protivietnamské čistky mezi Rudými Khmery s přibližně 100 000 popravenými. Kambodža též vystoupila s otevřeným nárokem na jihovietnamskou deltu Mekongu, která byla do roku 1968 součástí Kambodže a kde doposud žila velká khmerská menšina (tzv. Khmer Krom).
V roce 1978 začal Vietnam podporovat vnitřní odboj vůči Rudým Khmerům ve východní Kambodži a vytvářet bojové jednotky z khmerské emigrace do Vietnamu. Vietnam se stále snažil o diplomatické řešení konfliktu, ale Rudí Khmerové jednání odmítali. Ve Vietnamu se vytvořila s podporou vietnamské vlády Kampučská sjednocená fronta pro národní osvobození, která sdružovala odpůrce Pol Potova režimu. V jejím čele stál Heng Samrin. Kambodža v té době podnikala vojenské výpady do Vietnamu, při jednom z nich došlo k masakru v obci Ba Chúc, při kterém zahynulo přes 3 tisíce osob.

## Průběh

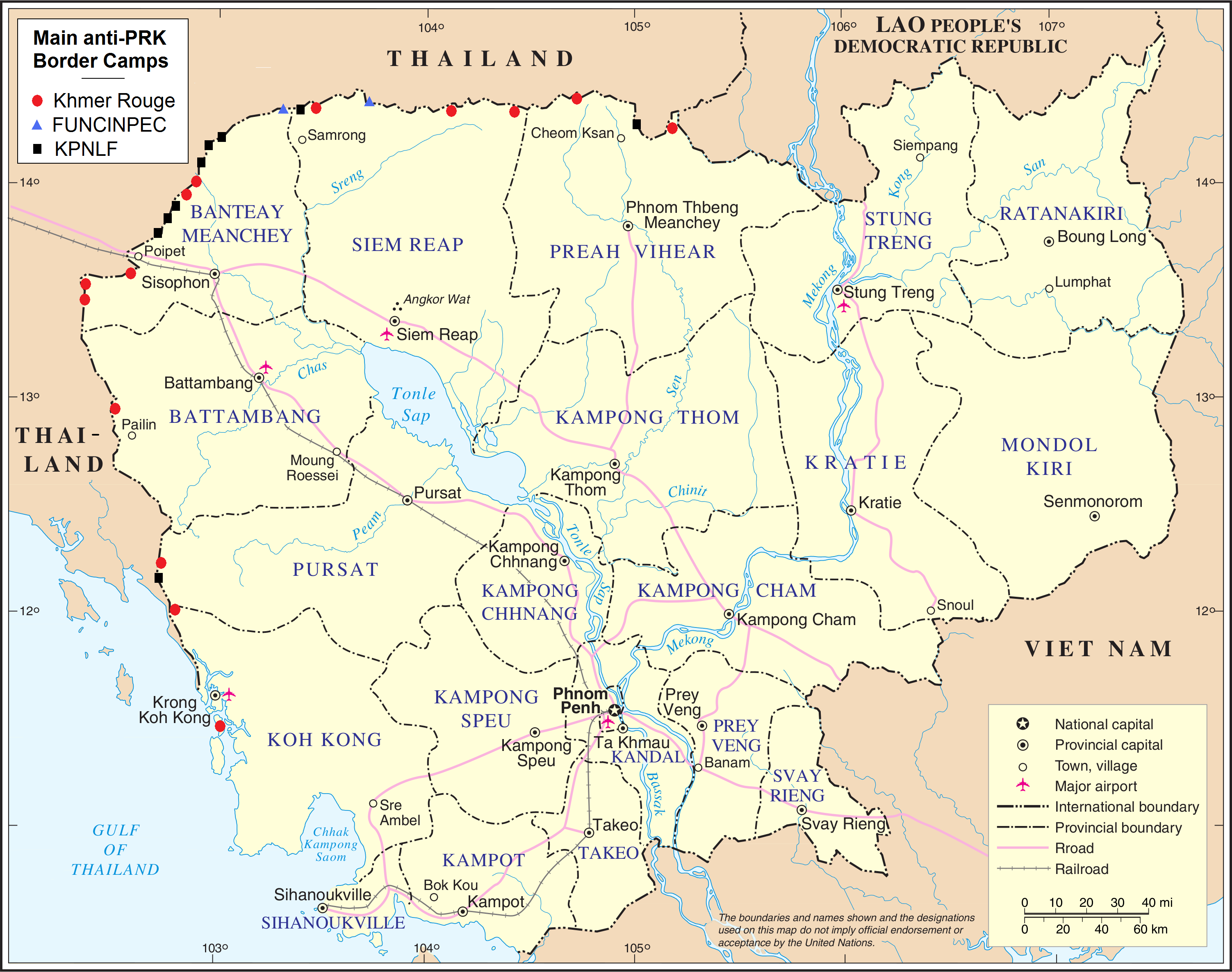
Tábory Rudých Khmerů (červená), KPNLF (černá) a FUNCINPEC (modrá) podél kambodžsko-thajské hranice (80. léta)

25. prosince 1978 vpadlo dvanáct vietnamských divizí a tři khmerské pluky Kampučské sjednocené fronty pro národní osvobození do severovýchodní Kambodže. Proti nim stály čtyři divize a tři nezávislé oddíly Rudých Khmerů. K hlavním střetům došlo u kambodžských měst Kampong Chau, Phumi Prek Khsay a Tani. Rudí Khmerové nebyli schopni vzdorovat vietnamskému útoku a rozprchli se do obtížně přístupných oblastí západní Kambodže, odkud vedli s podporou USA a ČLR po následujících deset let partyzánskou válku. Phnompenh kapituloval 7. ledna 1979. Poté vietnamské jednotky dobyly západokambodžská města Battambang a Siem Reap. Čína jako odvetu v únoru napadla Vietnam.
Heng Samrin se stal prezidentem nově vytvořené Kampučské lidové republiky a držel se u moci s pomocí několika divizí vietnamské armády, které zůstaly v Kambodži. Proti takto nastolené vládě bojovaly jednotky Rudých Khmerů a další dvě protivietnamská povstalecká hnutí (ozbrojené křídlo Khmerské lidové fronty národního osvobození a Sihanukova národní armáda). S cílem zlepšit své mezinárodněpolitické postavení Vietnam v roce 1988 oznámil stažení 50 000 vojáků z Kambodže do konce roku a 26. září 1989 oznámil stažení všech svých jednotek z Kambodže.